# Veliki Zalazi
Veliki Zalazi (en serbe cyrillique : Велики Залази) est un village du sud-ouest du Monténégro, dans la municipalité de Kotor. Au recensement de 2003, il ne comptait plus aucun habitant.

## Démographie

### Évolution historique de la population
| 1948 | 1953 | 1961 | 1971 | 1981 | 1991 | 2003 |
| ---- | ---- | ---- | ---- | ---- | ---- | ---- |
| 85   | 58   | 36   | 18   | 8    | 4    | 0    |